# 折笠吉美
折笠 吉美（おりかさ よしみ、1957年6月30日 - ）は、福島県生まれ東京育ちの俳優 & 元ローラースケーター。元ローラーダービー選手及びコーチ。
タレント、役者、俳優。 
元一般社団法人日本ローラーダービー協会理事。ローラースケート評論家。

## 経歴
ローラーゲームの日本チーム「東京ボンバーズ」練習生としてローラースケートを始めた（1972年）、のち高校生の時の「ＴＲＳＦＣ」（東京ローラースケートファンクラブ）のローラーレース（ローラーゲームに似たスポーツ）に参加。
そして同じ時期にローラースピード（クワッド）で高校生選手権等に出場してスピードスケートチーム「ブリザード」を仲間と立ち上げる。
社会人に成り、ローラーダンスチーム「ピンクローラーズ」で活動し、第1回後楽園ローラーディスコフェスト・シングル部門優勝（1980年）

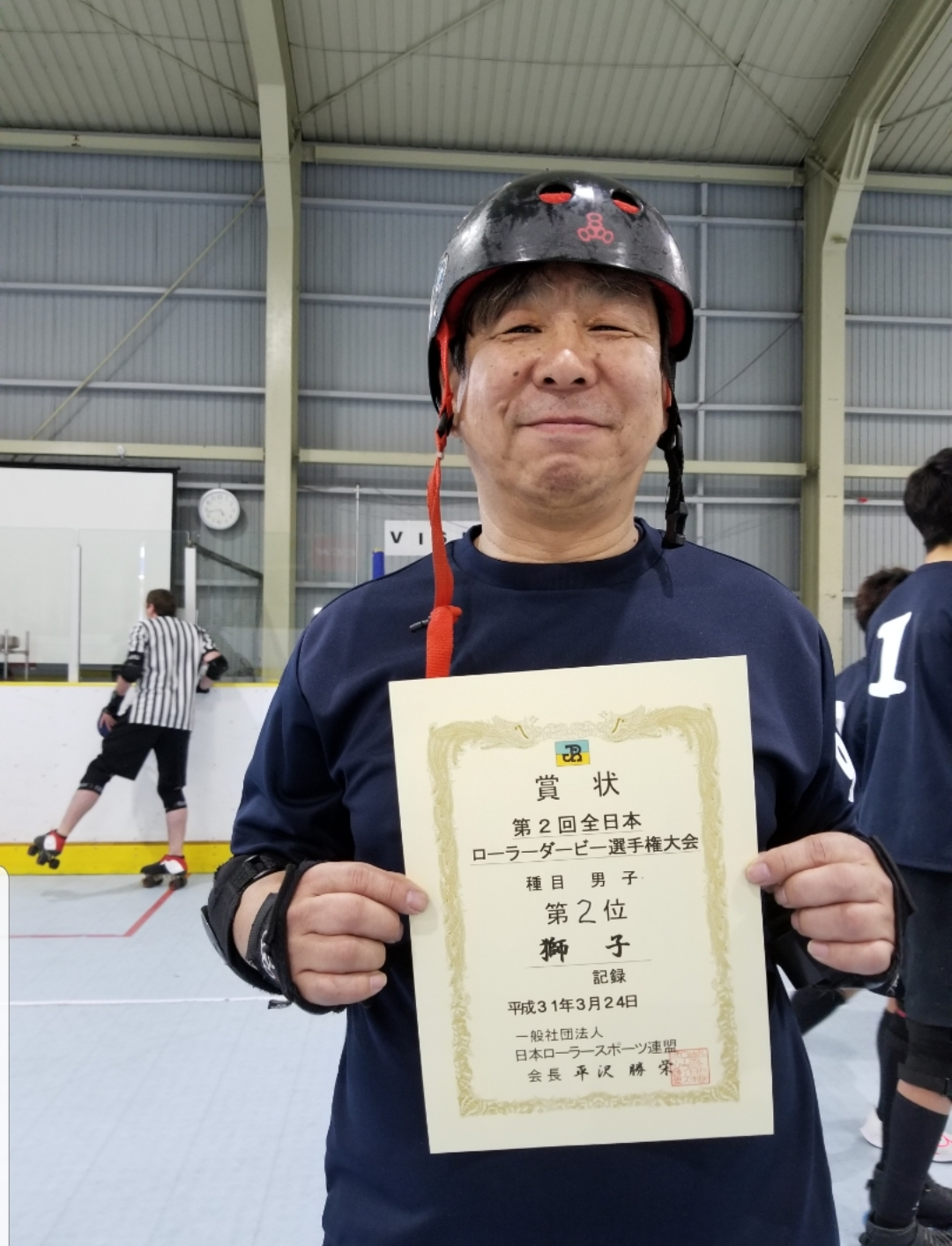
折笠吉美2019年第2回全日本ローラーダービー選手権大会・第2位チーム獅子・選手兼監督で出場

テレビ朝日「水曜スペシャル第5回輝け！日本一人間大賞」（1981年）・ローラーディスコ日本一出場した他「御存知ミュージカル清水の次郎長」「びっくり日本新記録」「おはようスタジオ」「突っ張りやすしの60分」「年越しロックフェスティバル」「ボーカルグループサーカス・ミュージックビデオ」「東京バザール・ミズノスポーツブーススケートデモ」等々多数出場、伝説のリンク「ローラーイン東京」オープニングスタッフだったのもこの時期のようです。
しばらくはローラースケートを趣味程度に行っていましたが、映画「ローラーガールズダイアリー」に出会い、東京ダービードールズ創設・ヘッドコーチに就任し、ローラーダービー・ジャパンオープン沖縄大会・日本代表女子チーム・コーチ就任（2016年）。
ローラーダービー世界選手権女子チーム・コーチで活動。
全日本ローラーダービー選手権2位チーム獅子・監督兼選手でフル出場しました。（2019年）
ローラーダービー世界選手権男子日本代表国内練習コーチを最後に現役を引退（2019年）指導とローラースケートの広報を自主的に行っている
現在は俳優として活動

## 参考文献

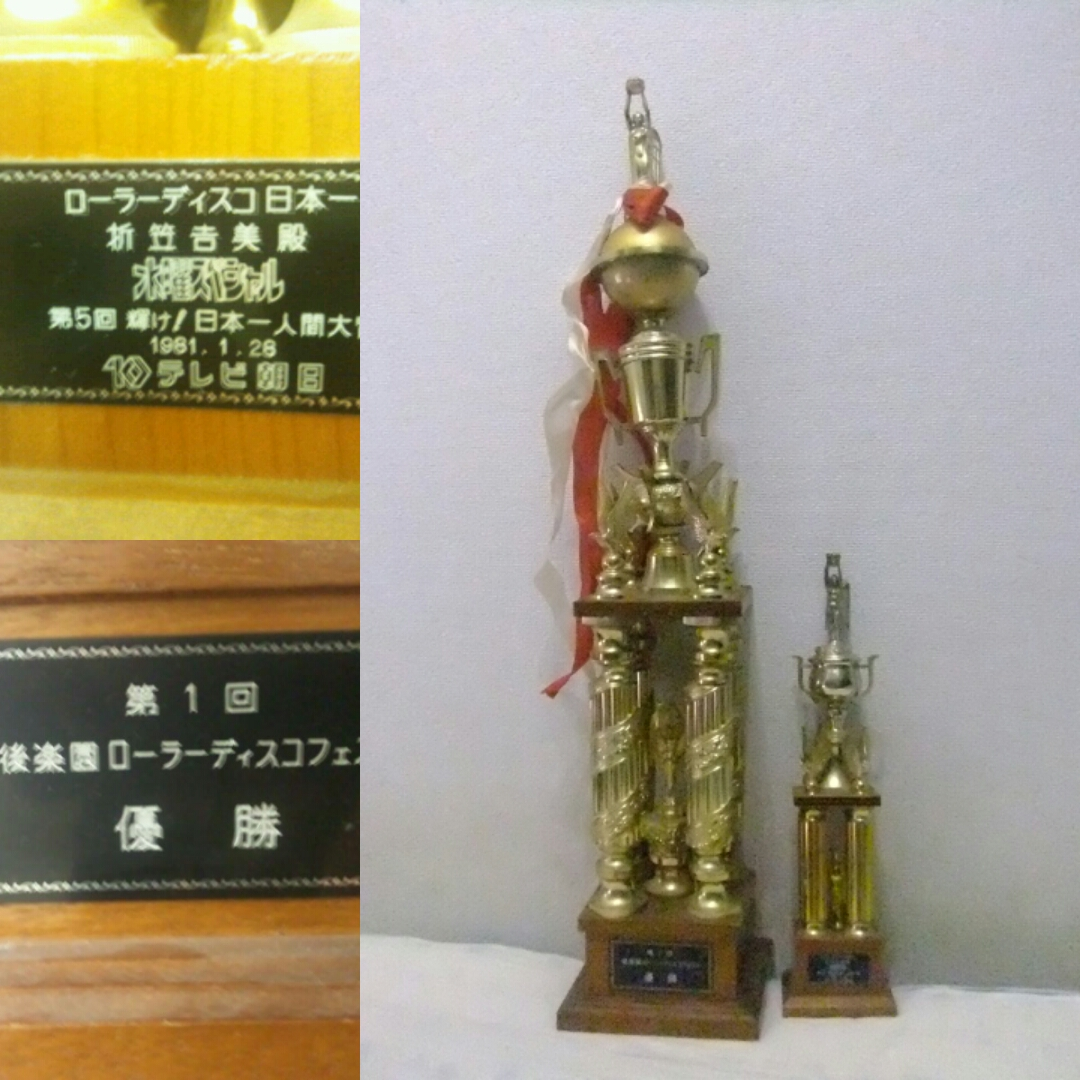
第1回後楽園ローラーディスコフェスト優勝＆日本一人間大賞「ローラーディスコ日本一」トロフィ